# هارالد استرند نیلسن
هارالد استرند نیلسن (انگلیسی: Harald Strand Nilsen؛ زادهٔ ۷ مهٔ ۱۹۷۱) از برندگان مدال‌های بازی‌های المپیک زمستانی اسکی‌باز آلپاین اهل نروژ است.